# نبتي تبي إتس
نبتي تبي إتس أو نبتي تبيتس ( بمعنى "التاجان على رأس أبيها") كانت أميرة في مصر القديمة. ذُكرت في مقبرة والدتها، مرس عنخ الثانية.

## السيرة الذاتية
نبتي تبي إتس كانت ابنة الأمير حورباف وأخته غير الشقيقة مرس عنخ الثانية. كان لها أخت تسمى نفرتكاو الثالثة وأخ يسمى جاتي. بعد وفاة حورباف، تزوجت مرس عنخ من أحد الملوك المصريين، إما ددف رع أو خفرع وأصبحت ملكة. لذا، كانت نبتي تبي إتس ابنة أخت وربيبة لزوج أمها الثاني.